# Ethan Mbappé
Ethan Mbappé Lottin (* 29. Dezember 2006 in Montreuil) ist ein französischer Fußballspieler.

## Persönliches
Mbappé wurde als Sohn eines Kameruners und einer Algerierin in Montreuil, einer Vorstadt von Paris, geboren. Sein Vater Wilfrid Mbappé war Fußballspieler und Jugendtrainer in Bondy, seine Mutter Fayza Lamari spielte Handball in der höchsten französischen Liga. Sein Bruder Kylian ist ebenfalls Fußballspieler. Dessen Torjubel stammt ursprünglich von Ethan.

## Karriere

### Verein
Mbappé begann seine Laufbahn bei der AS Bondy. Im Sommer 2017 wechselte er zu Paris Saint-Germain. Am 20. Dezember 2023 gab der Mittelfeldspieler beim 3:1-Sieg in der Ligue 1 gegen den FC Metz im Alter von 16 Jahren sein Debüt für die erste Mannschaft, als er kurz vor Spielende für Manuel Ugarte eingewechselt wurde.
Im Juli wechselte er zum OSC Lille und unterschrieb dort einen Vertrag bis 2027.

### Nationalmannschaft
Mbappé wurde im November 2021 für die französische U-16-Auswahl nominiert, kam jedoch nicht zum Einsatz.

## Titel
- Französischer Meister: 2024
- Französischer Pokalsieger: 2024